# 247-я истребительно-бомбардировочная авиационная эскадрилья
247-я истребительно-бомбардировочная авиационная эскадрилья (сербохорв. 247. lovačko-bombarderska avijacijska eskadrila / 247. ловачко-бомбардерска авијацијска ескадрила) — авиационная эскадрилья военно-воздушных сил и войск ПВО СФРЮ, существовавшая в 1975—1992 годах.

## История
247-я эскадрилья была образована в январе 1975 года в соответствии с приказом от 28 января 1974 года. Она входила в состав 98-й авиационной бригады, базой которой служил аэродром Скопски-Петровац под Скопье. Была оснащена югославскими лёгкими штурмовиками СОКО Ј-21 Јастреб.
В феврале 1992 года эскадрилья покинула аэродром Скопски-Петровац, принадлежавший с тех пор Республике Македония, и перебазировалась на аэродром Ладжевци (ныне Морава) в Югославии: туда же перебралась и вся 98-я авиационная бригада. Расформирована 7 сентября 1992 года.